# 이탈리아의 학업 성적 평가
이탈리아에는 두 가지 등급 시스템이 사용된다.
이탈리아와 미국 대학 시스템에 모두 익숙한 사람이라면 다음 표에 따라 이탈리아 성적을 미국 성적(또는 그 반대로)로 잘 해석할 수 있을 것이다.

## 초등학교, 중학교, 고등학교
이탈리아 초등 학교 및 중등 학교에서는 10점 척도가 사용되며, 합격을 위한 최소 등급은 6이다.
전통적으로 가장 명문 고등학교(Liceo Classico, Liceo Scientifico, Liceo Linguistico 및 Liceo delle Scienze Umane)에서는 성적이 2~8 사이의 제한된 범위 내에서 다양하며, 종종 각 교수가 자신의 관습을 적용한다. 교수가 더 정확한 척도를 적용하고 싶을 때, 전체 1~10 척도를 사용하는 대신(다른 교수의 척도와 비교할 수 없을 정도로 척도를 사용하는 대신) 종종 과다한 기호와 소수점을 삽입한다. 그러면 6은 순서대로 5+, 5½, 6−로 덮이게 된다. 충분성은 6부터 시작한다. "+" 기호는 "+0.25"(5+=5.25)를 나타내고 "-" 기호는 "-0.25"(6-=5.75)를 나타낸다. 그러나 일부 교수들은 정확한 값이 없는 5++, 5/6, 6--와 같은 기호를 사용하기도 한다. 최근 몇 년간 시스템을 0~10 스케일로 통일하려는 노력이 있었다. 6등급 이하는 미흡한 것으로, 4등급 이하는 극히 미흡한 것으로 간주한다.
고등학교에서는 학생이 학년말에 특정 과목(5점 이하)에서 평균 성적이 부족하다고 보고하면 개학 전인 9월에 보충 시험을 치러야 한다. 보충 시험 결과가 다시 충분하지 않으면 학생은 다음 해에 합격할 수 없으며 다시 시험을 치러야 한다. 학년말 기준으로 3과목 이상 미달인 학생은 다음 학년에 진급하지 못하고 재학해야 한다. 이는 어쨌든 교수들의 판단에 달려 있으며, 사례에 따라 어떻게 해야 할지 평가할 수 있다.
| ECTS 평점 | 성공한 학생의 % | 대응하는 이탈리아 성적 |
| --------- | --------------- | ---------------------- |
| A-A+      | 95%-100%        | 9,5-10                 |
| A-        | 90%-95%         | 9-9,5                  |
| B+        | 80%-90%         | 8-9                    |
| C         | 60%-80%         | 6-8                    |
| E         | 50%-60%         | 5-6                    |
| F-Fx      | 0%-50%          | 1-5                    |

## 대학교
일반 시험의 경우 이탈리아 대학에서는 낙제(0~17) 등급과 합격(18~30 우등) 등급으로 구분할 수 있는 30점 척도를 사용한다. 전체 학위에 대한 최종 평가에는 110점 척도가 사용되며, 이 점수도 2개로 나누어지며 학위 수여를 위한 최소 점수는 66점이다. 110점 만점에는 코스 시험과 최종 논문의 점수가 모두 포함된다. 뛰어난 결과를 얻으려면 최고 등급에 lode, 즉 "칭찬"(praise) 또는 "우등"(cum laude)이 추가된다. 30L은 라틴어로 30 cum laude, 이탈리아어로 30 con lode, 영어로 30 with honors를 의미한다. 이탈리아의 일부 대학에서는 110점 대신 100점 척도를 사용했다.
이 표는 순전히 예시용이다. 대학마다, 특히 학사와 석사 학위 간에는 상당한 차이가 있다. 석사 학위 학생이 받은 성적은 학사 학위 학생이 받은 성적보다 통계적으로 더 높다.
| 이탈리아 평점      | ECTS 평점 | ECTS 정의            | 성공한 학생의 % | 미국의 평점                                  | 미국에서의 정의          |
| ------------------ | --------- | -------------------- | --------------- | -------------------------------------------- | ------------------------ |
| 26-30, 30 con Lode | A         | 탁월한(Excellent)    | 5%              | - 30, 30 con Lode: A+ - 28-29: A - 26-27: A− | 탁월한(Excellent)        |
| 21-25              | B         | 매우 좋은(Very Good) | 10%             | - 24-25: B+ - 22-23: B - 21: B-              | 좋은(Good)               |
| 19-21              | C         | Good                 | 20%             | - 21: C+ - 20: C - 19: C-                    | 만족스러운(Satisfactory) |
| 18                 | D         | Satisfactory         | 40%             | D                                            | 통과(Passing)            |
| 14-17              | Fx        | 낙제(Fail)           |                 | E or F                                       | Fail                     |
| 0-13               | F         | 낙제(Fail)           |                 | E or F                                       | Fail                     |

## 같이 보기
- 우등 학위
- 라틴 아너스
- 대학 교육 학점(CFU)